# Utdött språk
Utdöda språk eller döda språk är språk som varit ett folkspråk men inte längre har några modersmålstalare.
De flesta döda språk som vi känner till har "dött" genom att deras talare av olika anledningar övergått till att tala ett annat, mer inflytelserikt språk. Det har hänt med exempelvis flera amerikanska indianspråk när deras talare övergått till spanska eller engelska, eller koptiska när det språkets talare övergick till arabiska.
Språk kan också "dö" genom att de utvecklas på ett sätt som till slut gör det rimligt att tala om den nya formen som ett annat, från ursprungsspråket skilt, språk. De moderna romanska språken föddes så genom en utveckling av vulgärlatin. Romarna kallade sitt språk latin, men den termen syftar idag på skriftspråket som skiljde sig mycket från talspråket och som aldrig varit modersmål utanför en liten elit.
Utdöda språk kan fortsätta att fylla viktiga funktioner långt sedan den sista modersmålstalaren försvunnit, ofta men inte alltid i kulturellt betydelsefulla eller ceremoniella sammanhang. Så är eller har varit fallet med exempelvis latin, kyrkslaviska, klassisk kinesiska, sanskrit och koptiska. De kan också läras och användas som andraspråk av talare vars förfäder hade det som modersmål; något som är fallet med exempelvis de flesta talare av manchuiska. Även korniska används på det sättet i Cornwall av ett mindre antal personer.
Utdöda språk kan också komma att "återfödas". Det mest kända exemplet är hur hebreiska från att ha varit ett utdött språk kommit att bli modersmål för många unga i Israel under 1900-talet.